# Gran Muralla Sloan
No debe ser confundida con la CfA2 Gran Muralla

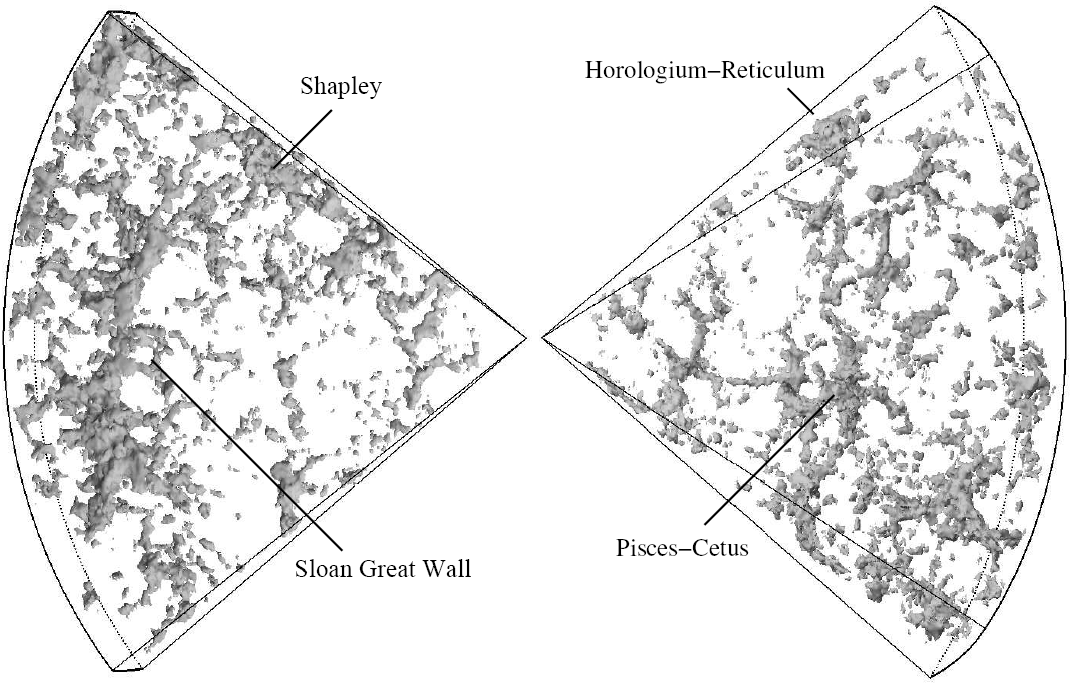
La gran muralla Sloan en una reconstrucción de las partes internas de 2dF Galaxy Redshift Survey.

La gran muralla Sloan es una pared galáctica gigante en el universo. Su descubrimiento fue anunciado el 20 de octubre de 2003 por J. Richard Gott III y Mario Jurić, de la Universidad de Princeton, junto con sus colegas, basados en datos del telescopio de exploración digital del espacio Sloan. 
La pared mide 1370 millones de años luz de longitud (unos 13 000 trillones de kilómetros, o 13x10  21  km ) y está situada aproximadamente a mil millones años luz de la Tierra. La gran Muralla de Sloan es casi 3 veces más de grande que la Gran Muralla, descubierta por Margaret Geller y Juan Huchra de Harvard en 1989. Fue superada en tamaño por grandes grupos de cuásares tales como Clowes–Campusano LQG, U1.11 y Huge-LQG, además todas estas megas-estructuras fueron superados por la Gran Muralla de Hércules-Corona Boreal descubierta en noviembre de 2013.